# Pagno
Pagno (en français Pagne) est une commune italienne de la province de Coni, dans la région du Piémont.

## Histoire
Depuis la fin de la période lombarde, Pagno appartenait au fief monastique royal et impérial de la puissante Abbaye Saint-Pierre et Saint-Colomban de Bobbio. Les moines qui y étaient établis dépendaient de l'abbaye de San Dalmazzo di Pedona, mais plus tard au VIIIe siècle de la gestion des vallées du Pô, de la Bronda, de l'Infernetto et de la Varaita passera à l'abbaye de Pagno.

## Administration
| Période                                  | Période  | Identité           | Étiquette                                      | Qualité |
| ---------------------------------------- | -------- | ------------------ | ---------------------------------------------- | ------- |
| 1985                                     | 2004     | Celestino Costa    | Démocratie chrétienne (Italie) (jusqu'en 1994) |         |
| 2004                                     | 2019     | Gabriele Donalisio | liste civique                                  |         |
| 2019                                     | En cours | Nico Giusiano      | liste civique                                  |         |
| Les données manquantes sont à compléter. |          |                    |                                                |         |

### Communes limitrophes
Brondello, Castellar (Italie), Manta (Italie), Piasco, Revello, Saluzzo, Venasca, Verzuolo